# KMD (gruppo musicale)
La KMD (Kausing Much Damage, o A Positive Kause in a Much Damaged Society) era una formazione hip hop attiva negli anni 90, conosciuta per avere lanciato il rapper e produttore MF DOOM, al tempo conosciuto come Zev Love X. Gli altri membri del gruppo erano il fratello minore di Zev Love X, DJ Subroc e Rodan, che venne però presto sostituito da Onyx the Birthstone Kid, avendo deciso di lasciare il gruppo per completare la sua educazione scolastica.

## Storia del gruppo
Dopo un cameo sulla canzone The Gas Face, dei 3rd Bass, il trio realizza l'acclamato debutto, Mr. Hood. L'orientamento politico delle tracce li colloca nel solco di artisti come  i Brand Nubian, che compaiono anche nell'album stesso; nonostante questo, l'approccio è certamente più ironico e rilassato ed il disco è pieno di riferimento a ricordi di infanzia, come nel singolo Humrush, che contiene una registrazione vocale di Bert di Sesame Street.
Il gruppo registrò in seguito un secondo album, intitolato  Black Bastards nel 1993. L'album viene archiviato per anni a causa di una controversia riguardante la grafica di copertina. Dopo la scomparsa prematura di Subroc, a causa di un incidente stradale di cui rimase vittima, Zev scomparve dalle scene, per ricomparirvi solo anni dopo, con la nuova identità di MF DOOM.

## Discografia

### Album
- 1991 - Mr. Hood (Elektra Records)
- 2001 - Black Bastards (Sub Verse - Elektra)

### EP
- 1998 - Black Bastards Ruffs + Rares (Fondle 'Em)

### Compilation
- 18 novembre 2003 - Best of KMD (Nature Sounds)

### Singoli
- "Peachfuzz / Gasface Refill" (1990) da Mr. Hood.
- "Nitty Gritty/Plumskinzz" featuring Brand Nubian (1991) da Mr. Hood.
- "Who Me? / Humrush" (1991) da Mr. Hood.
- "What a Niggy Know?" (1994) da Black Bastards.
- "It Sounded Like a Roc / Stop Smokin' That Shit" (1999) da Black Bastards.

### Video musicali
- "Who Me?" (1991)
- "Peachfuzz"(1991)